# 石川一宏
石川 一宏（いしかわ かずひろ）は、日本のサウンドデザイナー・作曲家・編曲家・音楽プロデューサーである。静岡県島田市出身。

## 人物
TV番組のサウンドデザイナーとして、スポーツ・バラエティ・報道・ドキュメンタリーなどで活動する。
スポーツ分野では、五輪・サッカー日本代表物件・フィギュアGPシリーズ・全米／全英OPゴルフ、世界水泳等の音楽プロデュースも務める。
また、作曲家としてもKAZSIN名義で日本水泳連盟公式アンセム「水夢」や、新日本プロレスの選手入場テーマをはじめ、TV番組テーマ曲、BGM、アニメ・ドラマ・映画の劇伴も手掛けている。映像音楽以外にも、アーティストへの楽曲提供やプロデュースなども行っている。

## 主なレギュラー音効担当番組
- ウィークエンドライブ 週刊地球TV（1993年 - 2001年、テレビ朝日）
- GET SPORTS（1998年 -、テレビ朝日）
- 情熱大陸（1998年 - 、毎日放送）（不定期）
- 夢対決!とんねるずのスポーツ王は俺だ!スペシャル（2000年-、テレビ朝日）
- ナンだ!?（2002年-2007年、テレビ朝日系）
- 報道ステーション（2004年 - 、テレビ朝日）
- 虎バン（2004年 -、朝日放送）
- カミングダウト（2004年 - 2005年、日本テレビ）
- 修造学園〜学校では教えてくれない授業〜（2005年 -、テレビ朝日）
- オリキュン（2006年 - 2007年、フジテレビ）
- YOUたち!（2006年 - 2007年、日本テレビ系）
- 芸人魂!ガチレース（2006年 - 2007年、朝日放送）
- ナイナイメモリー（2008年 - 、日本テレビ）
- THE世界遺産（2008年、TBS系列）（不定期）
- スクール革命!（2009年 - 、日本テレビ）
- 夏目☆記念日（2013年、テレビ朝日）
- あの遊びをバージョンアップ! キスマイGAME（2015年 - 、テレビ朝日）
- TOKYO応援宣言（2015年 -、テレビ朝日系）

## 監修コンピレーションCD
- GET SPORTS ALBUM Soundtrack（ポニーキャニオン）
- GET SPORTS ALBUM 2 Soundtrack（ポニーキャニオン）
- テレビ朝日 サッカー・アンセム（EMIミュージック・ジャパン）

## インタビュー
- SWIM（アールビーズ発行）2012年6月号 p.56-
- ESCOLTA Singing Drama 2012『愛のうた』（LIVE パンフレット）